# عكاشة (قرية)
قرية عكاشة قرية شمال منطقة السكوت في بلاد النوبة. عسكرت بها قوات الغزو البريطاني للسودان عام 1896 أئناء حملة احتلال دنقلا.

## أهم الحرف
- الزراعة
- الرعي
- التجارة
- الذهب في الأونه الأخيره

الزراعة
يهاجر الكثير من القرى المجاورة ككوشة وقرية مفركة وقرية فركة.
الرعي
وهي الحرفة الثانية ويمارسها عدد مقدر من السكان.
التجارة
ومن يمارسونها قليلون نسبياً.
قرية عكاشة معروفة بحمامات عكاشة للمياه الكبريتية التي كانت يؤمها كثير من المرضى من كل أنحاء السودان.

## المصدر
القرى النوبية، للدائرة الجغرافية بعبري